# 林摩理子
林 摩理子（はやし まりこ、1980年8月24日 - ）は、日本の女優、声優、音響監督、実業家。有限会社トリニティサウンド代表取締役。鹿児島県川内市（現在の薩摩川内市）出身。大妻女子大学家政学部被服学科中退。法政大学法学部卒業。身長164.9cm。

## 来歴
2000年から2008年までは劇団民藝に、2011年からは生島企画室（現在のFIRST AGENT）に所属していた。
2012年頃より音響制作会社のトリニティサウンドに勤務し、代表取締役兼音響監督の小林克良に師事した。2023年現在はくぼぞのまりこ名義で音響監督として活動しつつ、経営を退いた小林の後を受けて有限会社トリニティサウンドの代表取締役を務めている。

## 人物
趣味は散歩、サイクリング、音楽鑑賞。特技は水泳、バスケットボール、フルート。
資格は秘書検定準1級、ビジネス実務法務検定2級（エキスパート）、ホームヘルパー2級。

## 出演作品

### テレビドラマ
- 恋人はスナイパー
- 公園通りで会いましょう（前説、アシスタント）
- その男、副署長（シンポジウム主催者）

### アニメ
- 名探偵コナン（2002年、アカネ・ニールセン）
- 宇宙兄弟（2012年 - 2014年、田村、女医）
- ヘボット!（2016年、まりこ）

### ドラマCD
- Trinity Blood Rage Against the Moons（ペーター）
- ローゼンクロイツ

### 吹き替え

#### 映画
- トリプルX（ジョーダン・キング〈レーラ・アルシエリ〉）※テレビ朝日版
- バンガー・シスターズ
- 101回目のプロポーズ
- プロフェシー
- 望郷（イネス〈リーヌ・ノロ〉）※PDDVD版
- ポセイドン
- マザー・テレサ
- メダリオン
- ルームメイト2

#### ドラマ
- ザ・ソプラノズ 哀愁のマフィア
- 真実
- バーナビー警部

#### アニメ
- ぼんじゅ〜ル?!イボン

### 舞台
- 明石原人（田辺夏子）
- 浅草物語（弘美）
- 居酒屋「はな」
- 火山灰地
- 高野の七福神（木村ひとみ）
- この子たちの夏
- その人を知らず（娼婦役）
- 二人の長い影（真理（孫））

### 音響制作
- 銀魂（第3期以降、音響制作担当）
- ヘボット!（録音演出、くぼぞのまりこ名義）
- ドリフェス!（音響制作担当）
- 逆転裁判 ～その「真実」、異議あり!～（音響制作担当）
- セスタス THE ROMAN FIGHTER（音響制作担当）
- 最響カミズモード!（録音演出、くぼぞのまりこ名義）